# Florbetapir (18F)
Il florbetapir (18F) (venduto col nome commerciale di Amyvid) è un tracciante radiofarmaceutico che contiene il radionuclide fluoro-18, legato alla molecola del florbetapir, e che viene utilizzato nella PET cerebrale per la diagnosi della malattia di Alzheimer. Come il composto B di Pittsburgh, il florbetapir si lega alle placche di betamiloide, un peptide che gioca un ruolo importante nell'insorgenza della malattia di Alzheimer per la cui diagnosi è stato approvato negli Stati Uniti nel 2012.
Mentre il fluoro-18 ha un'emivita di 109,75 minuti, il PiB ha un'emivita radioattiva di 20 minuti. La maggiore durata consente al tracciante di accumularsi in misura significativamente maggiore nel cervello delle persone affette da Alzheimer, in particolare nelle regioni note per essere associate ai depositi di betamiloide.
Alcuni degli effetti collaterali più comuni segnalati negli studi clinici sono (inferiori al 2%): cefalea, dolore muscolo-scheletrico, affaticamento, nausea.

## Sviluppo
Da quando la malattia fu descritta per la prima volta da Alois Alzheimer nel 1906, l'unico modo certo per determinare se una persona fosse effettivamente affetta dalla malattia era eseguire una biopsia del cervello del paziente per trovare punti distintivi sul cervello che mostrassero l'accumulo di placche di betamiloide. I medici devono diagnosticare la malattia in pazienti con perdita di memoria e demenza senile in base ai sintomi, e ben il 20% dei pazienti a cui è stata diagnosticata la malattia, dopo l'esame del cervello dopo la morte, risulta non averla. Altri strumenti diagnostici, come l'analisi del liquido cerebrospinale, la risonanza magnetica per la ricerca del restringimento del cervello e la PET per l'analisi dell'utilizzo del glucosio nel cervello, si sono rivelati tutti inaffidabili.
Lo sviluppo del florbetapir si basa sulla ricerca di William Klunk e Chester Mathis, che avevano sviluppato una sostanza chiamata composto B di Pittsburgh per rilevare la placca amiloide, dopo aver analizzato 400 possibili composti e sviluppato 300 varianti della sostanza che avevano scoperto potesse funzionare. Nel 2002, uno studio condotto in Svezia su pazienti affetti da Alzheimer è riuscito a rilevare la placca nelle scansioni cerebrali PET. Studi successivi su un membro del gruppo di controllo non affetto dalla malattia non hanno rilevato placche, confermando l'affidabilità del composto nella diagnosi. Il composto B di Pittsburgh si basava sull'uso del carbonio 11, un isotopo radioattivo con un'emivita di 20 minuti che richiede l'uso immediato del materiale preparato in un ciclotrone.
Nel luglio 2005 fu fondata Avid Radiopharmaceuticals con l'obiettivo di trovare un isotopo che potesse essere iniettato nel corpo, attraversare la barriera emato-encefalica e legarsi ai depositi di proteina amiloide nel cervello. Avid raccolse 500.000 dollari da BioAdvance, una società di venture capital con sede in Pennsylvania, come finanziamento iniziale per lo sviluppo di un biomarcatore biologico. Una volta trovato un isotopo candidato, aggiunsero il fluoro-18, un isotopo radioattivo che emetteva positroni con un tempo di dimezzamento più di cinque volte più lungo (109,75 minuti), utilizzato nelle scansioni PET, e che può durare fino a un giorno se preparato al mattino dal ciclotrone. L'isotopo era stato sviluppato e brevettato dall'Università della Pennsylvania e concesso in licenza da Avid.
I test iniziali nel 2007 su un paziente del Johns Hopkins Hospital di Baltimora, a cui erano stati precedentemente diagnosticati i sintomi del morbo di Alzheimer, con una scansione PET rilevarono la placca nelle aree in cui si trovava tipicamente. Ulteriori test mostrarono che le scansioni avevano rilevato placche in pazienti con Alzheimer, senza trovarle in quelli senza diagnosi, mentre ne avevano trovate quantità intermedie in pazienti con segni precoci di demenza. I test rilevarono placche amiloidi nel 20% dei pazienti di età superiore ai 60 anni che erano risultati normali, ma avevano ottenuto risultati peggiori rispetto a un gruppo di controllo nei test di acutezza mentale.

### Validazione mediante autopsia
Per confermare se l'isotopo fosse accurato nel rilevare l'Alzheimer, un comitato consultivo della Food and Drug Administration ha chiesto al team di Avid, Bayer e General Electric di eseguire uno studio per testare il loro metodo. Avid avviò uno studio su un gruppo di 35 pazienti che erano degenti in un hospice, alcuni dei quali erano stati diagnosticati con demenza, mentre altri non avevano problemi di memoria. I partecipanti e le loro famiglie avevano accettato di sottoporsi alla PET e di far eseguire, dopo la morte, un'autopsia del cervello da parte di medici patologi. Dopo lo studio, nel maggio 2010 Avid ricevette la conferma che i risultati del test erano riusciti a distinguere tra coloro che avevano l'Alzheimer e coloro che non avevano la malattia.
Nei risultati presentati nel luglio 2010, l'azienda dimostrò che per 34 dei 35 pazienti in hospice che erano stati sottoposti a scansione, i risultati iniziali della scansione erano stati confermati alla conta delle placche al microscopio e quando era stata eseguita una scansione computerizzata delle placche sul materiale proveniente dal cervello autopsizzato. I risultati hanno richiesto la revisione da parte della FDA per confermare la loro affidabilità come mezzo per diagnosticare la malattia. Una volta confermata, la tecnica ha fornito un mezzo per diagnosticare e monitorare in modo affidabile il decorso dell'Alzheimer e ha permesso di valutare potenziali trattamenti farmacologici.
Nel gennaio 2011, Avid ha riferito i risultati di ulteriori studi condotti su 152 soggetti che avevano accettato di sottoporsi alla PET e di far analizzare il loro cervello dopo la morte per determinare con certezza la presenza di placche amiloidi. Dei pazienti inclusi nello studio, 29 deceduti sono stati sottoposti ad autopsia cerebrale e in tutti tranne uno i risultati dell'autopsia cerebrale hanno confermato la diagnosi basata sulla PET eseguita prima della morte. La tecnica di Avid viene utilizzata per testare l'efficacia dei trattamenti per il morbo di Alzheimer sviluppati da altre aziende farmaceutiche, al fine di determinare la capacità dei farmaci di ridurre l'accumulo di proteina amiloide nel cervello dei soggetti viventi.

## Autorizzazioni
Nel gennaio 2011, un comitato consultivo della FDA ha raccomandato all'unanimità l'approvazione della tecnica di scansione PET della Avid. Il comitato consultivo ha incluso una condizione che richiedeva ad Avid di sviluppare linee guida chiare che stabilissero quando i test avessero individuato una quantità sufficiente di placca amiloide per fare una diagnosi di Alzheimer.
Il 18 ottobre 2012 il Comitato dei Medicinali per Uso Umano (CHMP) dell'Agenzia europea per il farmaco ha approvato l'Amyvid.
Nel 2013 l'Agenzia italiana del farmaco ha autorizzato il florbetapir (F2%) come farmaco di classe C, con indicazione terapeutica per "rilevare con la tomografia ad emissione di positroni (PET) le immagini della densità delle placche neuritiche di 13-amiloide nel cervello di pazienti adulti con decadimento cognitivo che vengono valutati per la malattia di Alzheimer (AD) e altre cause di decadimento cognitivo".
In Italia, la scansione PET con florbetapir deve essere richiesta da medici con esperienza nella gestione clinica delle patologie neurodegenerative, anche dato l'elevato costo di questa classe di farmaci ospedalieri.
Nel 2016 è stato confermato l'inserimento del farmaco in classe C.

### Acquisizione della Ely Lilly
Nel 2010 la Eli Lilly and Company ha annunciato l'intenzione di acquisire la Avid per 800 milioni di dollari.
Secondo i termini dell'accordo, Lilly avrebbe acquisito tutto il flottante azionario di Avid per un pagamento anticipato di 300 milioni di dollari, soggetto a rettifica in base alla liquidità disponibile al momento della chiusura. Gli azionisti di Avid acquisirono inoltre diritto a pagamenti aggiuntivi fino a 500 milioni di dollari, subordinati a potenziali futuri traguardi normativi e commerciali per il florbetapir.
Nel 2013 la Eli Lilly ha annunciato l'accordo con la Advanced Accelerator Application per la produzione del farmaco in quattro centri europei presenti in Italia, Francia e Spagna.